# Иво Балдасар
Иво Балдасар (рођен у Сплиту 5. августа 1958) хрватски је правник, политичар и градоначелник Сплита од 2013. године. Дипломирани је правник с дугогодишњим радним искуством у туризму, а нарочито у агенцијском и поморском пословању. Био је помоћник директора регије у Компасу (1982-1987) и шеф пословнице Сплит од 1988, директор регије за централни Јадран у Атласу 2002, директор поморског транспорта у Сунчаном Хвару (од 2006), да би од 2012. био запослен као равнатељ Агенције за обални линијски поморски промет.

## Политичка каријера
Политичку каријеру започео је 1998. године у СДП-у. Године 2009. постао је градски већник, а 2012. кандидат на изборима за градоначелника на којима је победио. Залаже се за заштиту парк-шуме Марјан, градске језгре, изградњу нове туристичке палате на риви, преуређење источне обале, али и пренамену Старог плаца.

## Приватни живот
Иво Балдасар је рођен у мешовитој породици од оца Јевреја и мајке Српкиње. Ожењен је Сњежаном и има двоје деце. Супруга Сњежана запослена је као стручна сарадница на Филозофском факултету у Сплиту.